# Łątka wiosenna
Łątka wiosenna (Coenagrion lunulatum) – gatunek ważki z rodziny łątkowatych (Coenagrionidae). Występuje w Eurazji – od Europy Zachodniej i Północnej (Irlandia, Francja, Skandynawia) na wschód po Kamczatkę i Sachalin.
W Polsce jest spotykana na terenie niemal całego kraju (prócz gór), częściej w jego północnej części, na południu zanika; osobniki dorosłe (imagines) latają od końca kwietnia do lipca. Zasiedla ciepłe zbiorniki wody stojącej.
Długość ciała 34 mm, rozpiętość skrzydeł 40 mm.